# Vogtlandkreis
Vogtlandkreis is een Landkreis in de Duitse deelstaat Saksen. De Landkreis telt 223.905 inwoners (31 december 2020) op een oppervlakte van 1.411,89 km².
Het bestuur zetelt in de stad Plauen.

## Steden en gemeenten
De volgende steden en gemeenten liggen in het Vogtlandkreis:
| Steden | Gemeenten |
| --- | --- |
| 1. Adorf 2. Auerbach (Vogtlandkreis) 3. Bad Elster 4. Elsterberg 5. Falkenstein/Vogtl. 6. Klingenthal 7. Lengenfeld 8. Markneukirchen 9. Netzschkau 10. Oelsnitz 11. Pausa-Mühltroff 12. Plauen 13. Reichenbach/Vogtl. 14. Rodewisch 15. Schöneck/Vogtl. 16. Treuen | 1. Bad Brambach 2. Bergen (Vogtland) 3. Bösenbrunn 4. Eichigt 5. Ellefeld 6. Grünbach (Saksen) 7. Heinsdorfergrund 8. Limbach 9. Muldenhammer 10. Mühlental 11. Neuensalz 12. Neumark 13. Neustadt im Vogtland 14. Pöhl 15. Rosenbach/Vogtl. 16. Steinberg (Vogtland) 17. Theuma 18. Tirpersdorf 19. Triebel/Vogtl. 20. Weischlitz 21. Werda |

In het district liggen 10 zogenaamde Verwaltungsgemeinschaften en 1 Verwaltungsverbände. Deze organen zijn vergelijkbaar met de Nederlandse kaderwetgebieden, maar hebben andere taken dan de Nederlandse gebieden.
Indien er plaatsen vet gedrukt staan is dit de hoofdplaats.

 De Verwaltungsgemeinschaften zijn:
- Verwaltungsgemeinschaft Falkenstein (Falkenstein/Vogtl., Grünbach, Neustadt im Vogtland)
- Verwaltungsgemeinschaft Netzschkau-Limbach (Netzschkau, Limbach)
- Verwaltungsgemeinschaft Oelsnitz/Vogtl. (Bösenbrunn, Eichigt, Oelsnitz/Vogtl., Triebel/Vogtl.)
- Verwaltungsgemeinschaft Reichenbach im Vogtland (Heinsdorfergrund, Reichenbach im Vogtland)
- Verwaltungsgemeinschaft Schöneck/Mühlental (Mühlental, Schöneck/Vogtl.)
- Verwaltungsgemeinschaft Treuen (Neuensalz, Treuen)
- Verwaltungsgemeinschaft Weischlitz (Reuth, Weischlitz)

 De Verwaltungsverbände zijn:
- Verwaltungsverband Jägerswald (Bergen, Theuma, Tirpersdorf, Werda)

## Bestuurlijke herindelingen
Sinds de oprichting van het district in 1999 hebben er diverse bestuurlijke herindelingen plaatsgevonden. Tot op heden betreft het de volgende wijzigingen.

### Gemeente
- Annexatie van de gemeente Beerheide door Auerbach/Vogtl. op 1 januari 1999.
- Annexatie van de gemeente Bröckau door Netzschkau op 1 januari 1999.
- Annexatie van de gemeente Dröda door Burgstein op 1 januari 1999.
- Annexatie van de gemeente Eich/Sa. door Treuen op 1 januari 1999.
- Annexatie van de gemeente Hartmannsgrün door Treuen op 1 januari 1999.
- Annexatie van de gemeente Jößnitz door Plauen op 1 januari 1999.
- Annexatie van de gemeente Kauschwitz door Plauen op 1 januari 1999.
- Annexatie van de gemeente Kloschwitz door Weischlitz op 1 januari 1999.
- Annexatie van de gemeente Kürbitz door Weischlitz op 1 januari 1999.
- Annexatie van de gemeente Landwüst door Markneukirchen op 1 januari 1999.
- Annexatie van de gemeente Leubetha door Adorf/Vogtl. op 1 januari 1999.
- Annexatie van de gemeente Neundorf door Plauen op 1 januari 1999.
- Annexatie van de gemeente Oberlauterbach door Falkenstein/Vogtl. op 1 januari 1999.
- Samenvoeging van de gemeenten Leubnitz, Rodau, Rößnitz en Schneckengrün in de nieuwe gemeente Leubnitz op 1 januari 1999.
- Annexatie van de gemeente Schneidenbach door Reichenbach im Vogtland op 1 januari 1999.
- Annexatie van de gemeente Schönberg door Mehltheuer op 1 januari 1999.
- Annexatie van de gemeente Schönbrunn door Lengenfeld op 1 januari 1999.
- Annexatie van de gemeente Straßberg door Plauen op 1 januari 1999.
- Annexatie van de gemeente Trieb/Vogtl. door Falkenstein/Vogtl. op 1 januari 1999.
- Annexatie van de gemeente Waldkirchen door Lengenfeld op 1 januari 1999.
- Annexatie van de gemeente Wernitzgrün door Erlbach op 1 januari 1999.
- Annexatie van de gemeente Rebesgrün door Auerbach/Vogtl. op 1 januari 2003.
- Samenvoeging van de gemeenten Hammerbrücke, Morgenröthe-Rautenkranz en Tannenbergsthal in de nieuwe gemeente Muldenhammer op 1 januari 2009.
- Annexatie van de gemeente Burgstein door Weischlitz op 1 januari 2011.
- Samenvoeging van de gemeenten Leubnitz, Mehltheuer en Syrau in de nieuwe gemeente Rosenbach/Vogtl. op 1 januari 2011.

## Galerij

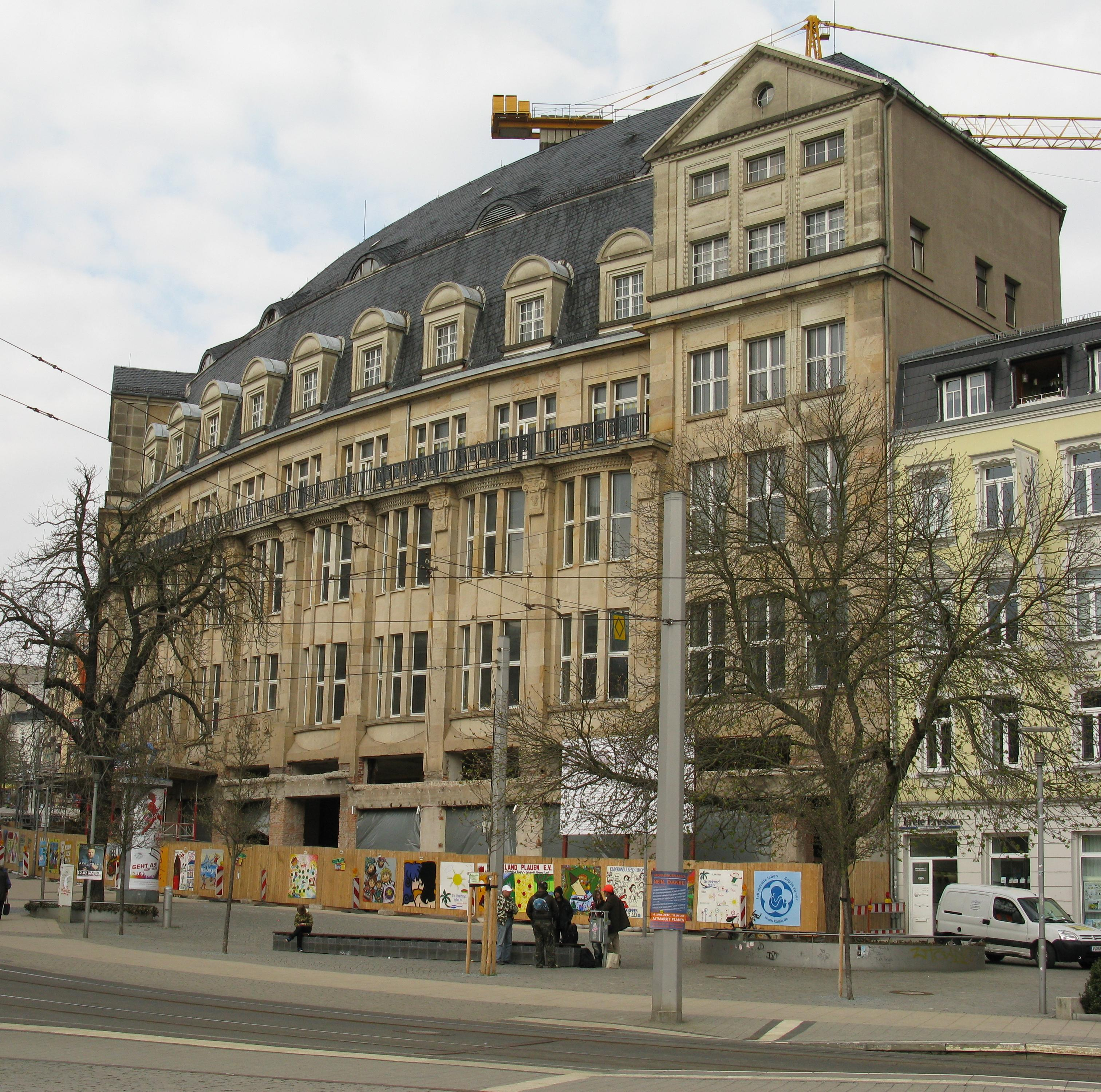
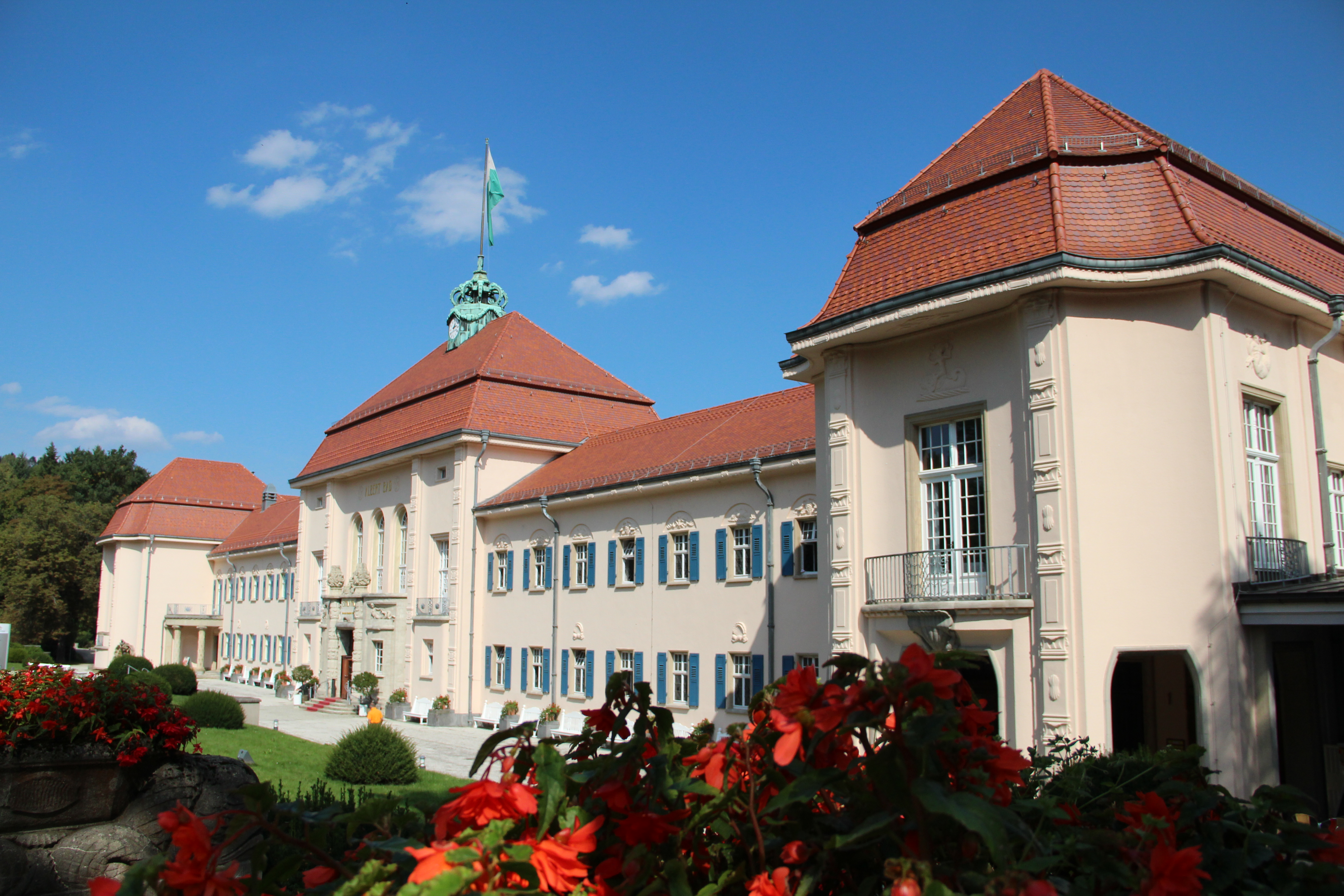
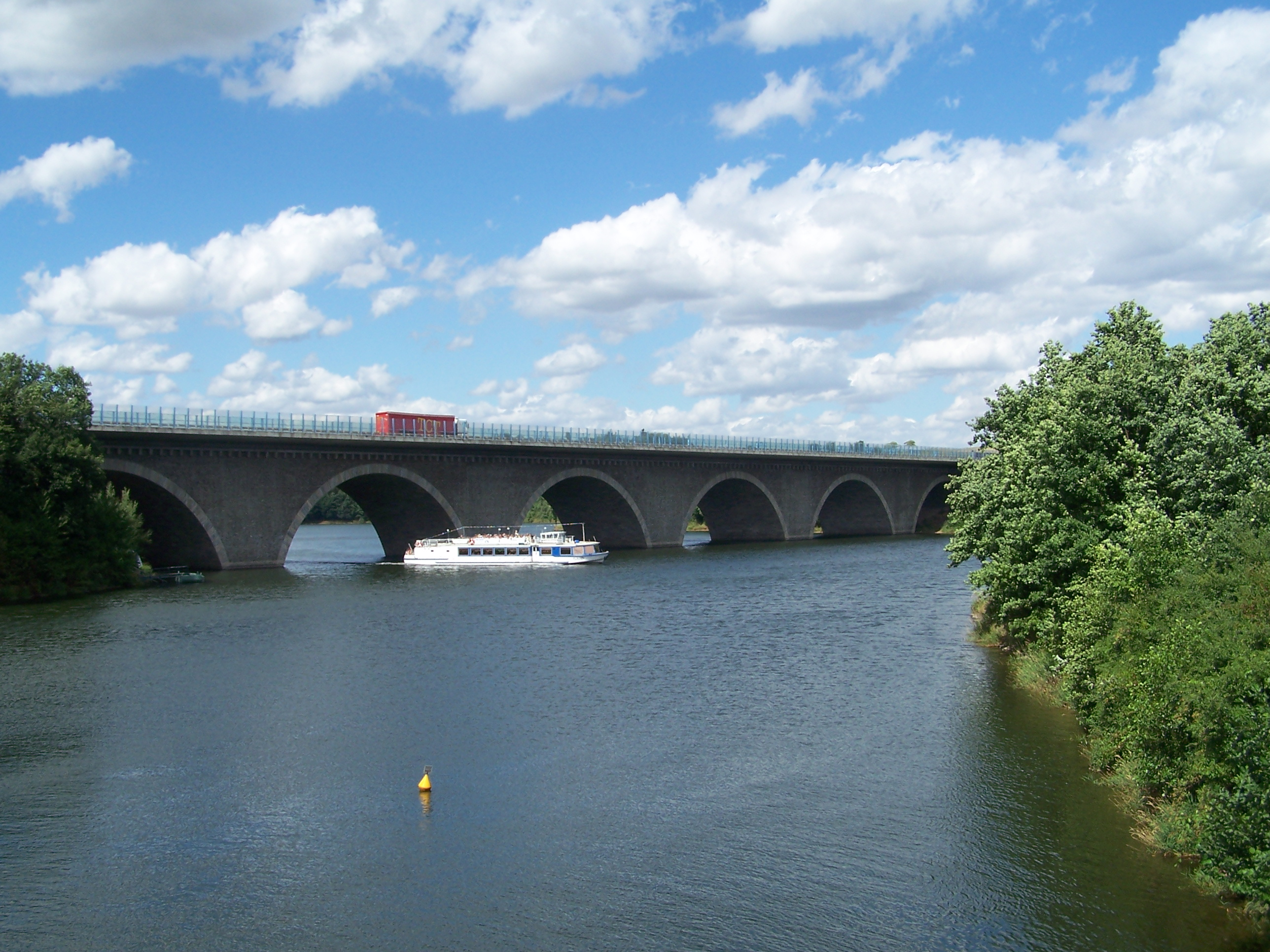
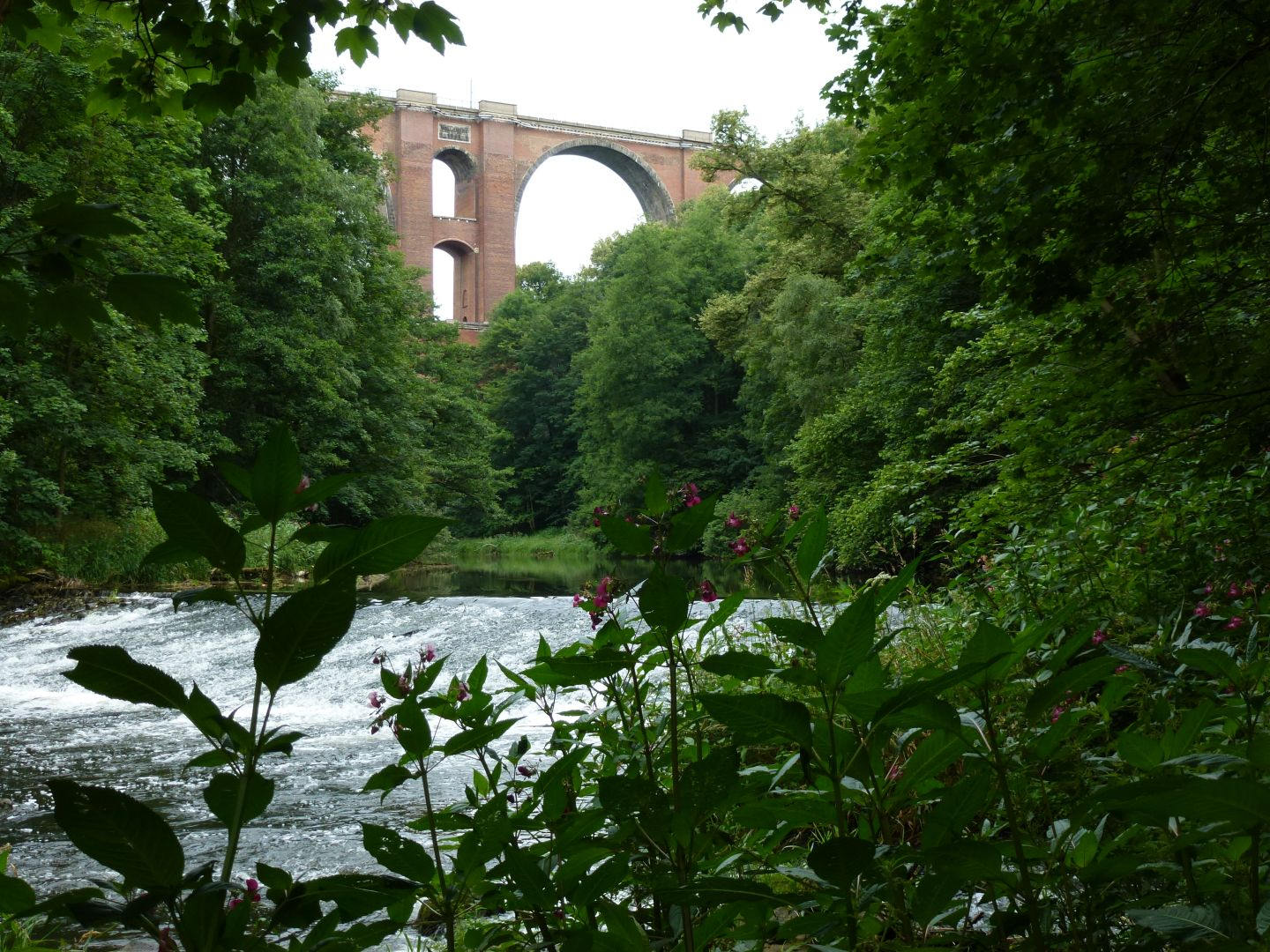
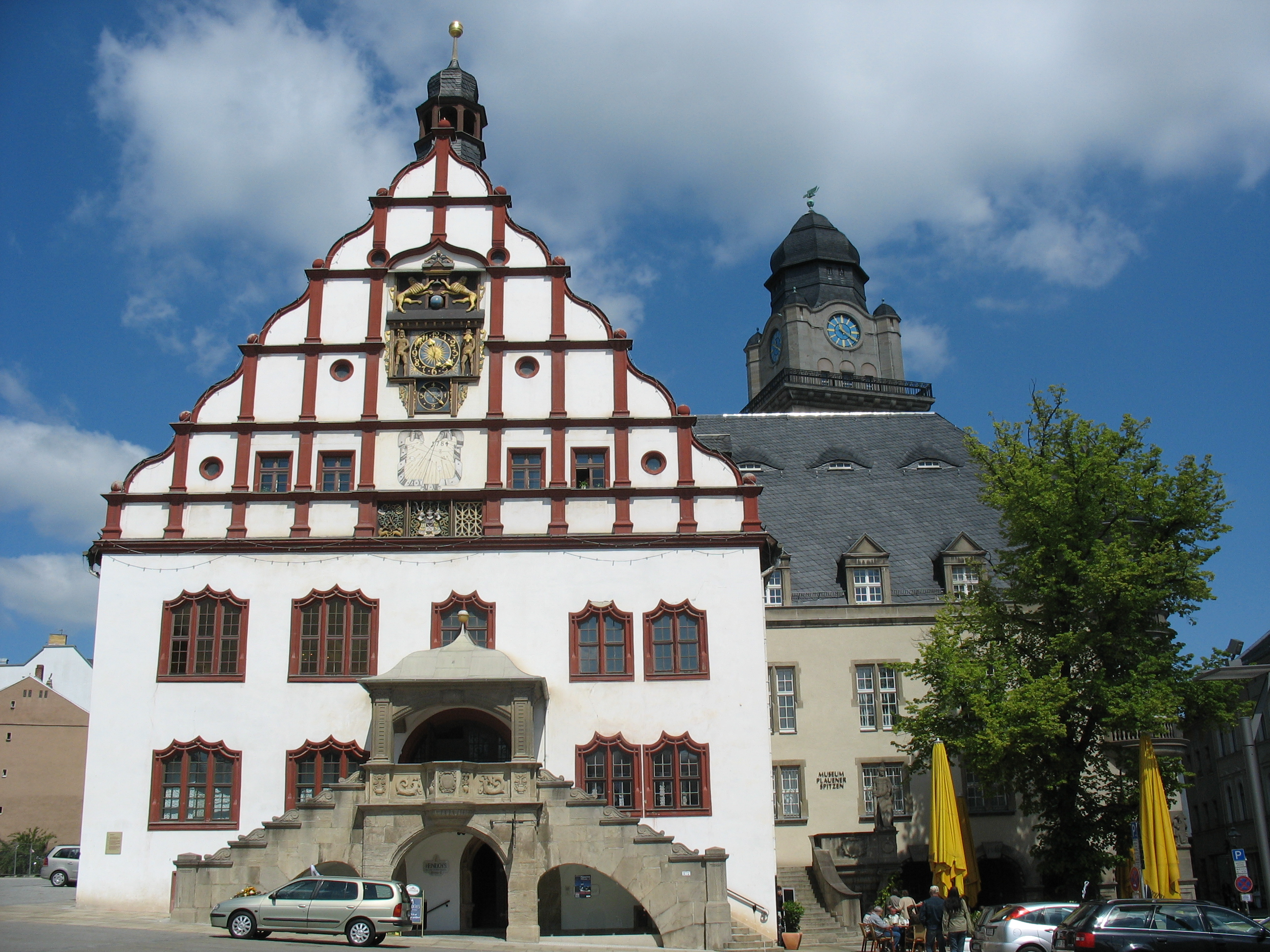
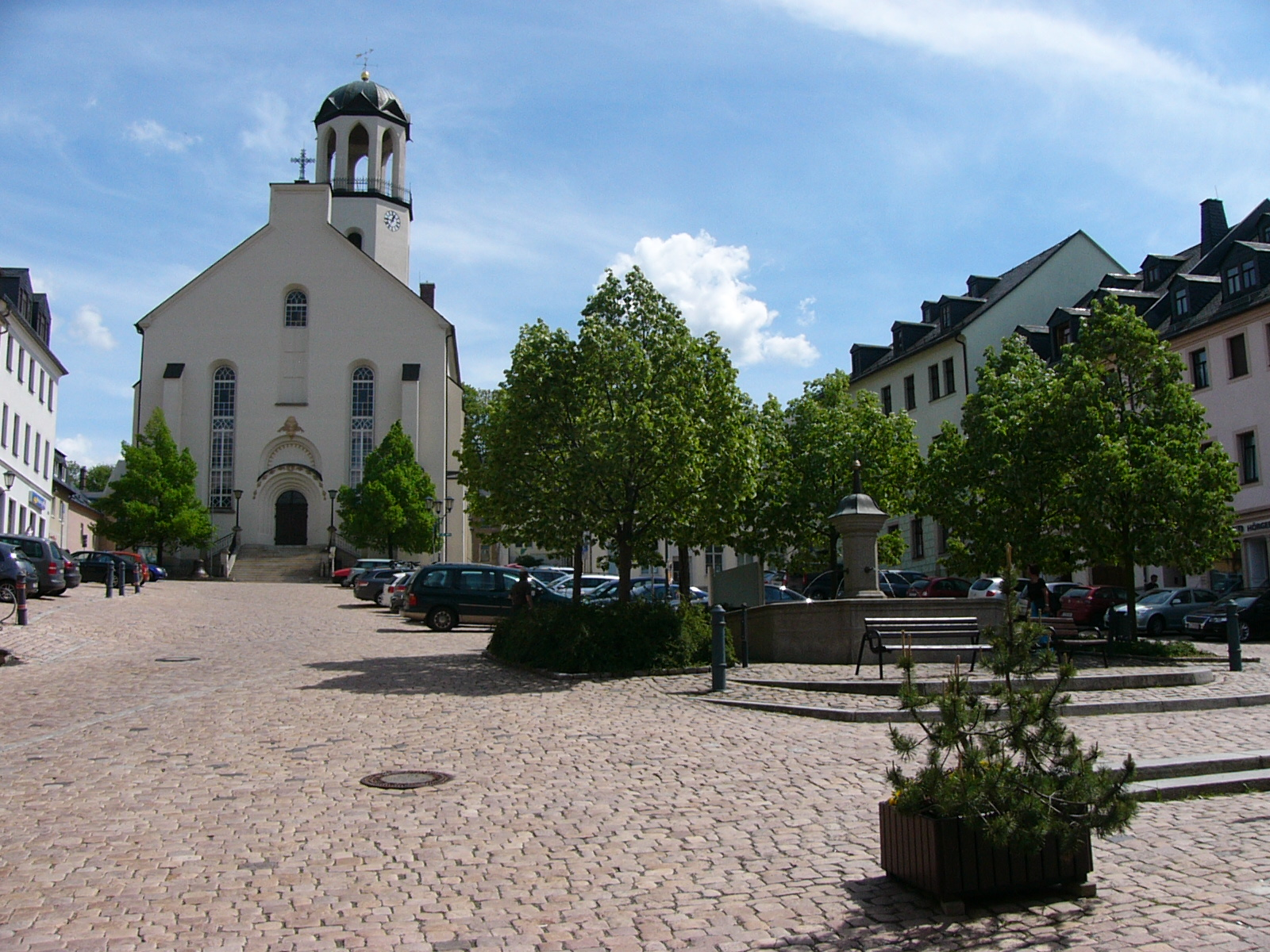
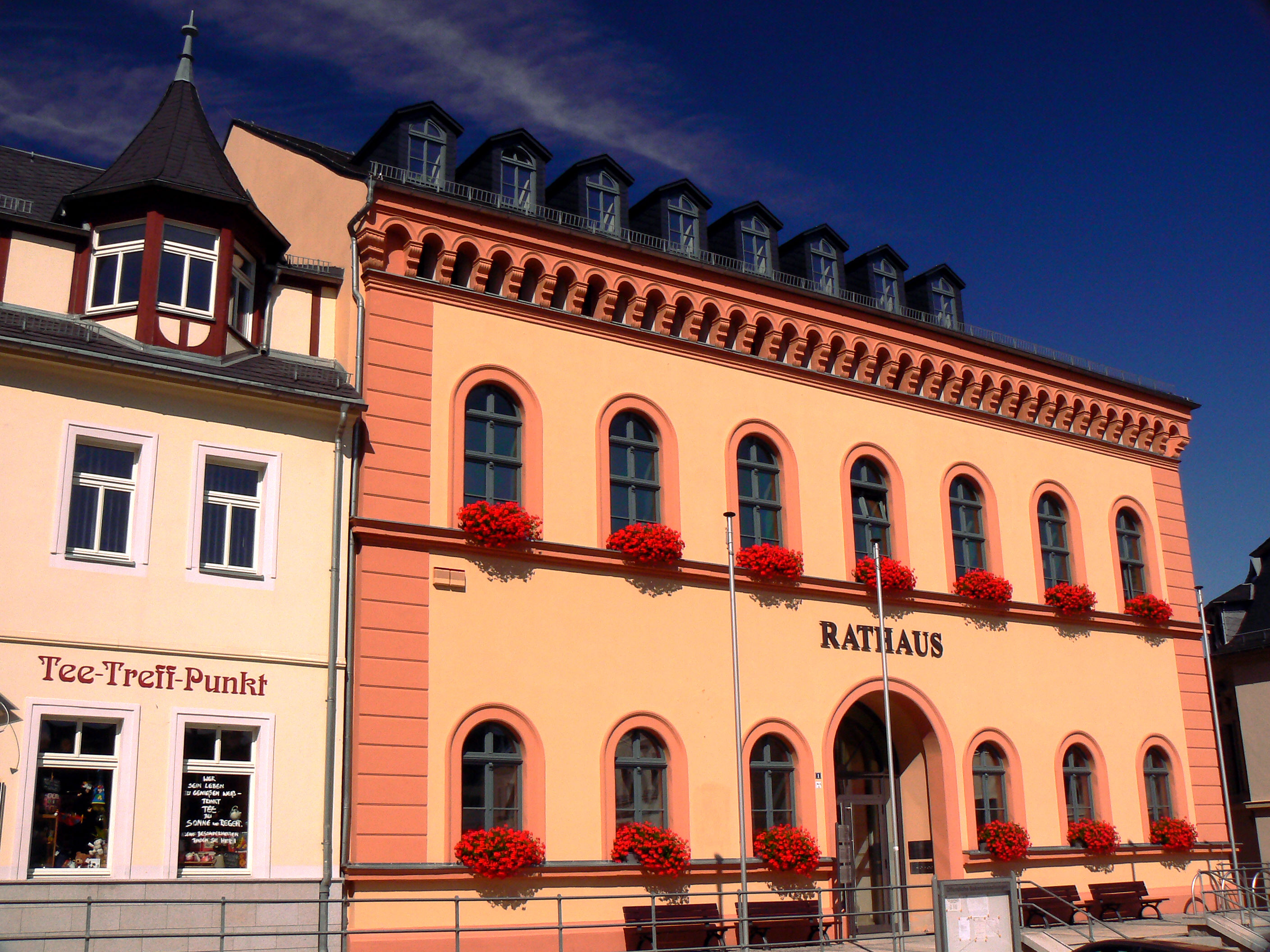
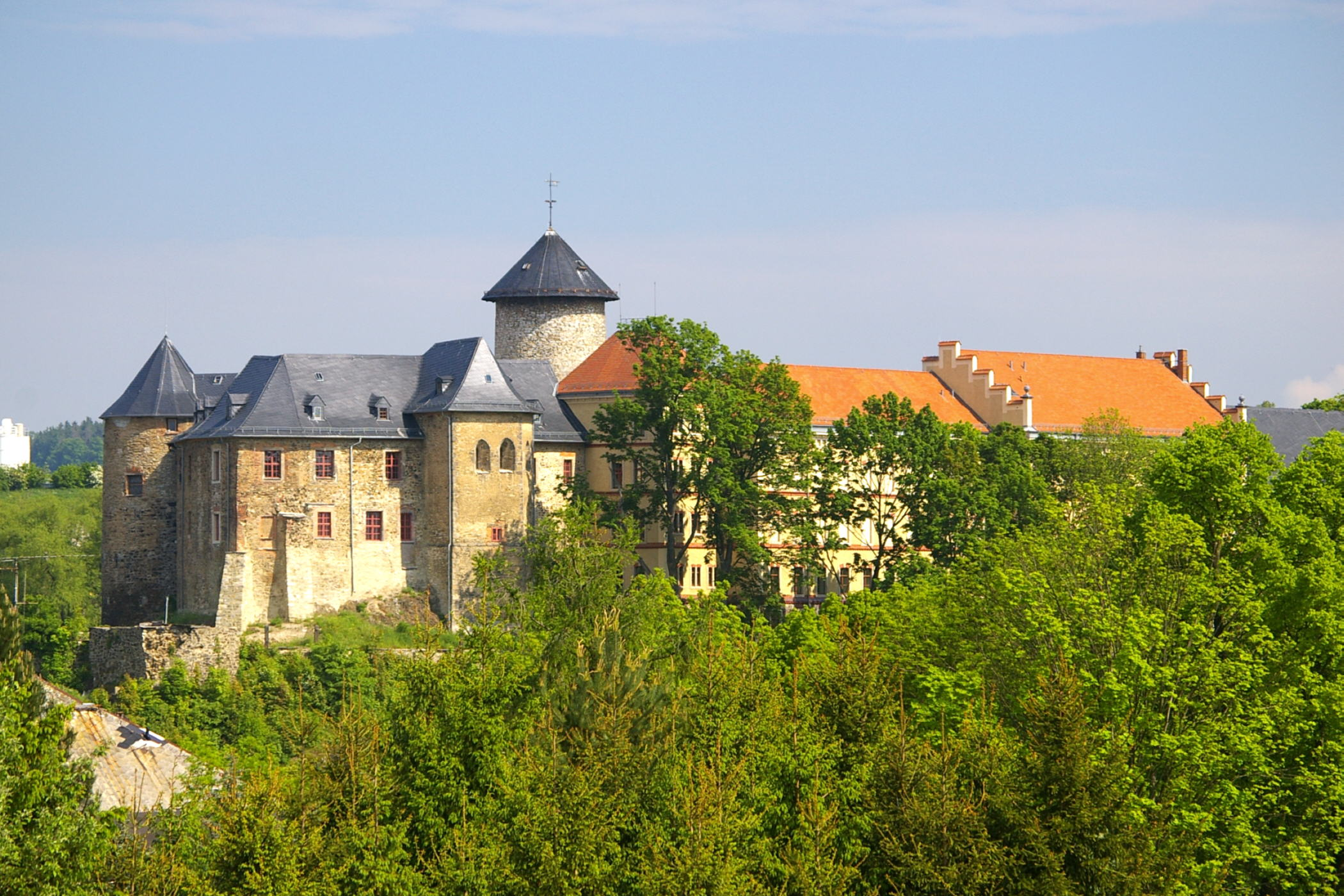

Adorf ·
Auerbach ·
Bad Brambach ·
Bad Elster ·
Bergen ·
Bösenbrunn ·
Eichigt ·
Ellefeld ·
Elsterberg ·
Falkenstein ·
Grünbach ·
Heinsdorfergrund ·
Klingenthal ·
Lengenfeld ·
Limbach ·
Markneukirchen ·
Mühlental ·
Mühltroff ·
Muldenhammer ·
Netzschkau ·
Neuensalz ·
Neumark ·
Neustadt/Vogtl. ·
Oelsnitz ·
Pausa-Mühltroff ·
Plauen ·
Pöhl ·
Reichenbach im Vogtland ·
Rodewisch ·
Rosenbach/Vogtl. ·
Schöneck/Vogtl. ·
Steinberg ·
Theuma ·
Tirpersdorf ·
Treuen ·
Triebel/Vogtl. ·
Weischlitz ·
Werda ·
Zwota